# Richard Elliott Friedman
Richard Elliott Friedman (Rochester, 5 maggio 1946) è uno scrittore e biblista statunitense, professore di studi ebraici presso l'Università della Georgia.
Laureatosi alla Università di Miami nel 1968 e presso il Jewish Theological Seminary nel 1971, ha ottenuto dottorati di ricerca in Teologia e lingue del Vicino Oriente presso la Harvard University nel 1974 e 1978. È stato professore di Civiltà Ebraica: Bibbia ebraica, Lingue e Letteratura del Vicino Oriente presso la Università della California, San Diego dal 1984 al 2006, dopodiché si è associato alla Facoltà dell'Università della Georgia nel Dipartimento di Religione.
È vincitore di numerosi premi e onorificenze, tra cui il "American Council of Learned Societies Fellow". È stato professore ospite dell'Università di Cambridge e dell'Università di Oxford; inoltre è un Senior Fellow della American Schools of Oriental Research a Gerusalemme. Ha partecipato a scavi archeologici del progetto "City of David" della Gerusalemme biblica. È rinomato per la sua opera più famosa Who Wrote the Bible? (Chi ha scritto la Bibbia?), una descrizione dell'"Ipotesi documentale".

## Origini della Fonte "P"

Schema dell'"ipotesi documentale" o "teoria delle quattro fonti".
'J': tradizione jahvista
'E': tradizione Elohista
'D': tradizione Deuteronomista
'P': tradizione Codice Sacerdotale
'R': "Redattore" che ha compilato le fonti
- include la maggior parte del Levitico
† include la maggior parte del Deuteronomio
‡ "Deuteronomic History (Storia deuteronomica)": Giosuè, Giudici, Samuele 1&2, Re 1&2

Friedman è dell'opinione che la Fonte P della Bibbia sia stata composta durante il tempo di  Ezechia. per esempio, P "enfatizza la centralizzazione della religione: un centro, un altare, un Tabernacolo, un luogo del sacrificio. Quale fu il re che diede inizio a tale centralizzazione? Re Ezechia."
Secondo Friedman, e altri che seguono le teorie del biblista Julius Wellhausen circa la formazione della religione di Israele, P è opera dei sacerdoti aronnidei.  Costoro sono i sacerdoti in autorità presso l'altare centrale - non Mosè, non  Core, non altri Leviti. Soltanto coloro che discendevano da Aronne potevano essere sacerdoti. Inoltre Friedman continua asserendo che “P parla sempre di due gruppi distinti, i sacerdoti ed i leviti.  Quale fu il re che formalizzò le divisioni tra sacerdoti e leviti? Re Ezechia."  Cronache narra esplicitamente:
Friedman scrive che il “sacerdozio aronnideo che produsse P aveva degli oppositori, quei leviti che vedevano Mosè come loro modello e non Aronne. Quale era il ricordo più palese del potere di Mosè che fosse visibile in Giuda? Il serpente di bronzo "Nehustan". Secondo la tradizione, affermata esplicitamente in E, Mosè l'aveva fatto.  Aveva il potere di salvare il popolo dai morsi di serpente. Chi fu il re che distrusse  Nehustan? Ezechia.”

## La tradizione jahvista
Nel libro  The Hidden Book in the Bible, edito per la prima volta nel 1999, condusse un'analisi comparativa delle narrazioni bibliche di Adamo ed Eva, Abramo, Mosè e re Davide, durante la quale i testi furono confrontati in termini idi utilizzo della punteggiatura, scelte lessicali, struttura del periodo e richiami reciproci fra le diverse vicende storiche. 
Lo studioso fu indotto a concludere che si trattava di un unico testo attribuibile all'autore della tradizione jahvista, che realizzò la parte fondativa dell'Antico Testamento.

## Opere
- Who Wrote the Bible?, Harper San Francisco, 1987 (trad. it. Chi ha scritto la Bibbia?, Bollati Boringhieri 1991). ISBN 978-0060630355

Spiegazione divulgativa dell'"Ipotesi documentale" nella composizione dell'Antico Testamento (Bibbia ebraica). Seguendo il filosofo israeliano Yehezkel Kaufmann, asserisce che la Fonte sacerdotale (P) fu scritta prima di quanto si creda correntemente, durante il regno di re Ezechia (715–687 p.e.v.), ed identifica il  "Deuteronomista" con il profeta Geremia o il suo scriba, Baruch ben Neriah (o entrambi, in collaborazione).
- The Bible with Sources Revealed, Harper San Francisco, 2003. ISBN 0-06-053069-3

Traduzione del Pentateuco in inglese con le varie fonti identificate mediante colori e tipi differenti.
- The Hidden Book in the Bible, Harper San Francisco, 1999. ISBN 0-06-063004-3

Esamina la Tradizione jahvista (J).
- Commentary on the Torah, Harper San Francisco, 2003. ISBN 0-06-050717-9
- The Hidden Face of God, Harper San Francisco, 1996. ISBN 0-06-062258-X
- The Bible Now, con Shawna Dolansky, Oxford University Press, 2011. ISBN 0-19-531163-9